# Ravello
Ravello est une commune italienne située dans la province de Salerne dans la région de Campanie, en Italie méridionale. En 2019, elle compte 2 465 habitants. Au titre de la côte amalfitaine, elle est inscrite au patrimoine mondial de l'UNESCO depuis 1997.

## Géographie

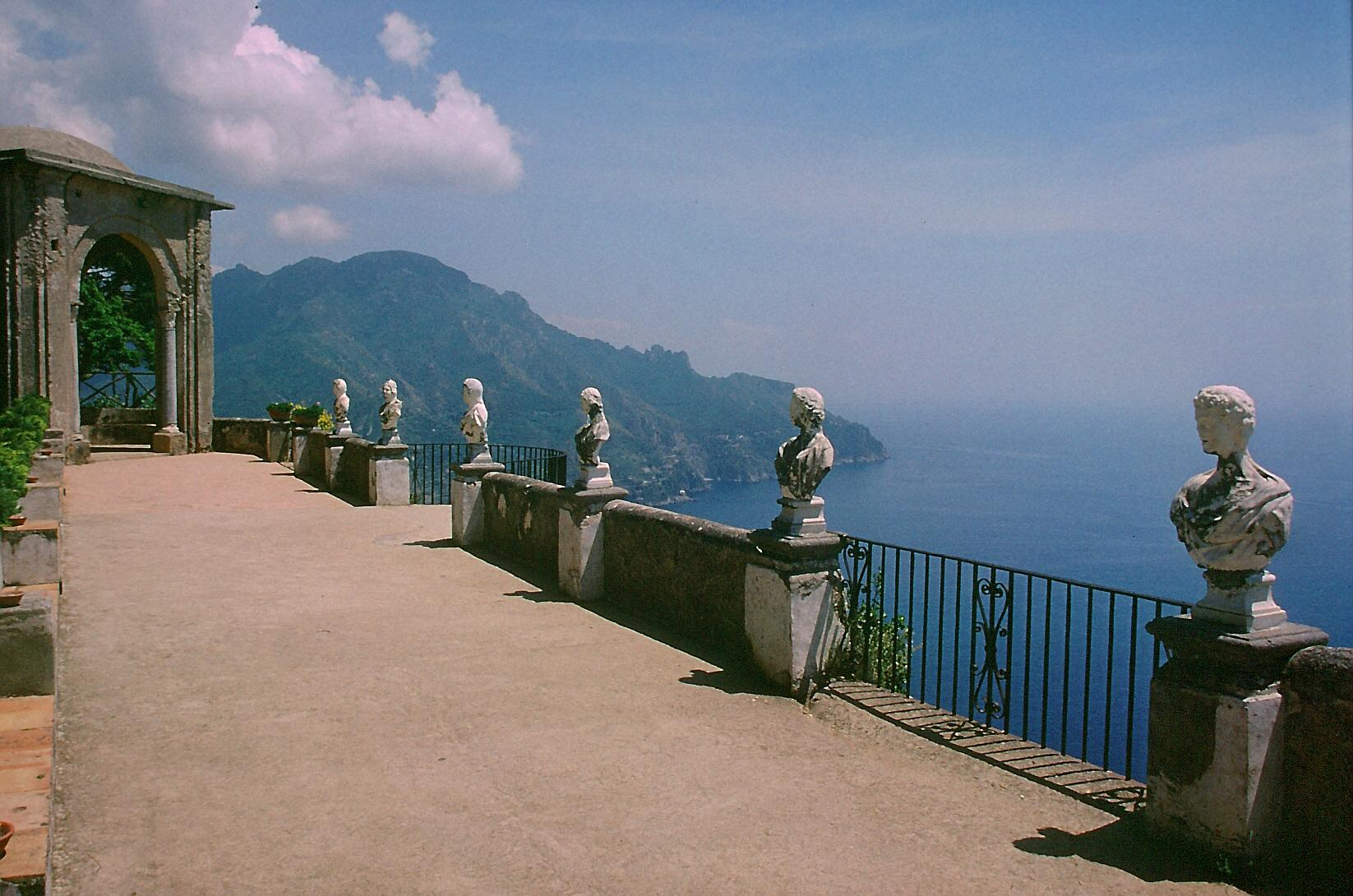
Villa Cimbrone, terrasse de l'infini.

Le belvédère de la villa Cimbrone, orné de bustes en marbre du XVIIIe siècle, est prisé pour son panorama. De là, on aperçoit tout le golfe de Salerne avec ses vergers en terrasse, et même, loin au sud, les montagnes du Cilento.
La commune de 2 500 habitants, perchée sur le mont Torello, à quelque 350 mètres au-dessus de la Méditerranée, est gardée à l'est par un à-pic vertigineux, à l'ouest par la gorge du Dragon. Depuis le littoral et le port d'Amalfi, que Ravello surplombe, il faut grimper seize kilomètres d'une route à flanc de falaise. Là-haut, le chaos rocheux cède à la luxuriance des jardins ombrés de pins parasols et de palmiers, à l'ordre des ruelles pavées, à l'élégance ouvragée des villas, édifiées au Moyen Âge.

## Histoire

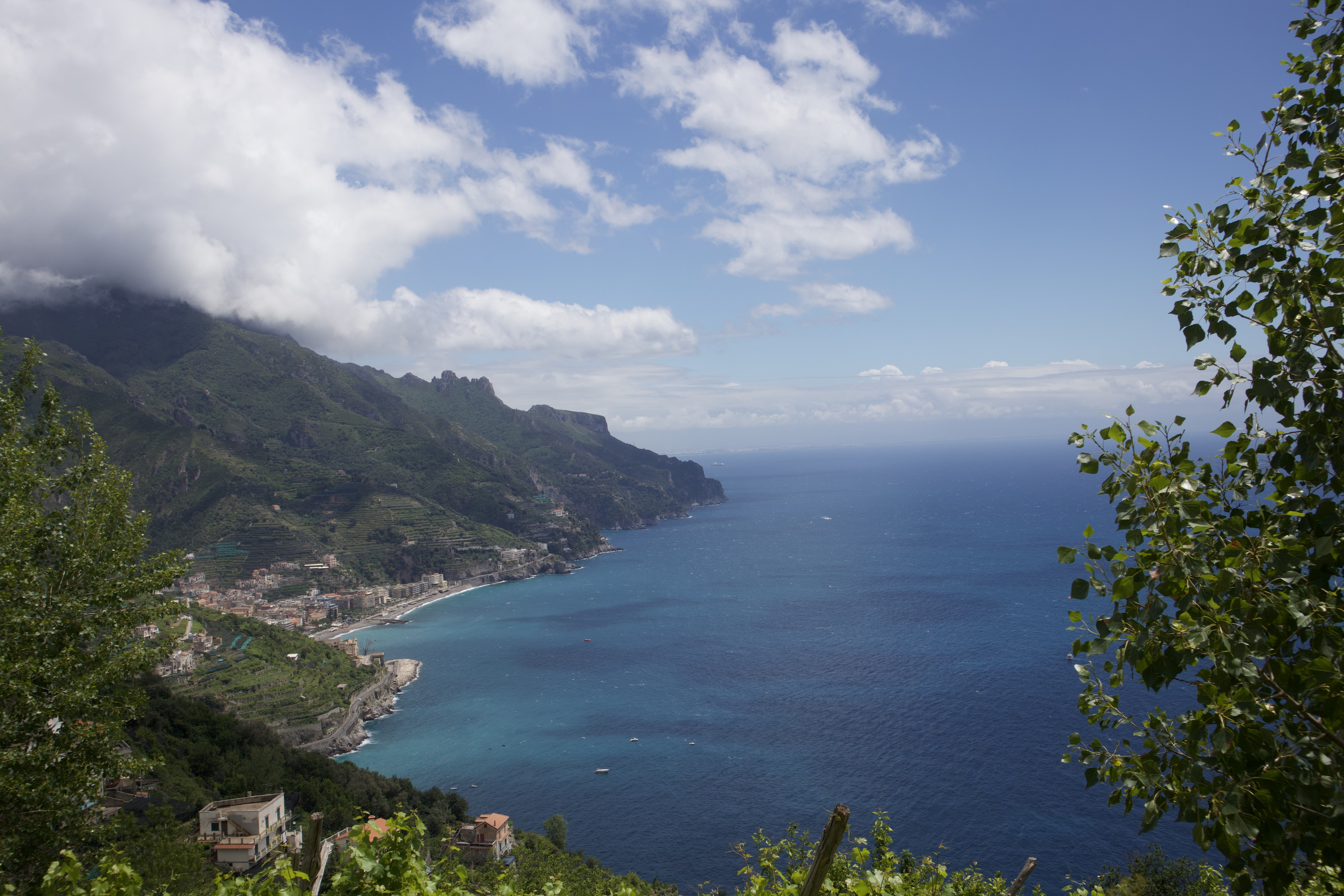
Vue emblématique de Ravello.

Boccace, Virginia Woolf, André Gide, Truman Capote, Rudolf Noureev, Paul Newman, Italo Calvino... Depuis plus de mille ans, cette ville perchée aimante les écrivains, les acteurs et les artistes du monde entier. Pour eux, Ravello est bien plus qu'une villégiature chic, c'est une muse.
C'est pourtant à un musicien que l'on doit la phrase la plus fameuse jamais prononcée sur Ravello : Richard Wagner. En 1880, dans l'enceinte de la villa Rufolo, l'inventeur de « l'art total » a eu un coup de foudre. Mieux, une révélation : « J'ai enfin trouvé les jardins de Klingsor ! ». Cela faisait plus de vingt ans que le compositeur allemand cherchait un cadre enchanteur pour son Parsifal, une toile de fond digne de son héros, le magicien Klingsor. Grâce à Wagner, depuis plus d'un siècle, les décorateurs et machinistes de tous les opéras du monde copient à l'infini les jardins suspendus de la villa Rufolo. Tandis que les amateurs de grande musique, eux, affluent à Ravello pour retrouver l'envoûtement du modèle original. Mais si Wagner est venu ici en 1880, c'est parce qu'un esthète et botaniste écossais, Sir Francis Neville Reid, avait, trente ans plus tôt, ressuscité la villa Rufolo. Auparavant, elle n'était plus que ruine. C'était même tout Ravello qui, depuis trois siècles, était abandonné aux ronces et aux chèvres. Mais Reid rénova les jardins et toute l'architecture mauresque des tours et du cloître.
La ville comptait de nombreuses familles aristocrates qui formaient le « patriciat » et s'honorait du titre de « patrizio di Ravello ». Ces familles étaient : Acconciajoco, Alfano, Appencicario, Aufiero, Bove, Campanile, Cassitto, Castaldo, Citarella, Confalone, Coppola, Cortese, D'Afflitto, De Curtis, Dell'Isola, Della Marra, De Piccolellis, De Vito, Fenice, Foggia, Frezza, Fusco, Giusto, Grisone, Guerritore, Longo, Marinelli, Muscettola, Panicola, Papice, Pironti, Rago, Rogadeo, Rovito, Rufolo, Russo, Rustici, Sasso, Arcucci.
Elles furent reconnues par le royaume d'Italie en 1906 tandis qu'avec l'abolissement des sièges de la noblesse en 1800 (« sedili nobili ») elles furent inscrites dans le livre d'or de la noblesse de Ravello où figurent désormais leurs blasons.
La position stratégique de Ravello, en forme de nid d'aigle, a attiré au fil des siècles, toutes les riches familles en exil ou en fuite. L'histoire a commencé à la fin du IVe siècle, avec un certain Rufolo, consul de Rome, qui avait quitté la Ville éternelle alors menacée par les invasions barbares, raconte le maire de la cité, Salvatore Di Martino. « Qu'y avait-il de plus imprenable en effet que cette côte amalfitaine, avec la chaîne des monts Lattari comme muraille, et surtout ce pic étêté, d'où l'on jouit d'une vue à 360° sur le golfe de Salerne, le cap de Sorrente, Capri et le large horizon d'où surgissaient souvent les barques des Sarrasins ? »
Il semblerait que ce soient des familles de la noblesse amalfitaine, alors en proie à la guerre civile, qui seraient venues s'installer sur cette terrasse rocheuse.
Devenue indépendante, la ville s'orna alors de palais et de jardins, mais aussi de remparts et de tours de guet. Si bien qu'à Ravello, on se sent « suspendu entre le ciel et la terre, mais bien plus près du ciel », comme l'a écrit André Gide dans L'Immoraliste.
Autour, les ruelles et les volées de marches sont emplies de fantômes célèbres et du souvenir d'amours sulfureuses : Vita Sackville-West et Violet Trefusis, Greta Garbo et le chef d'orchestre Leopold Stokowski, Tennessee Williams et Gore Vidal...

## Culture

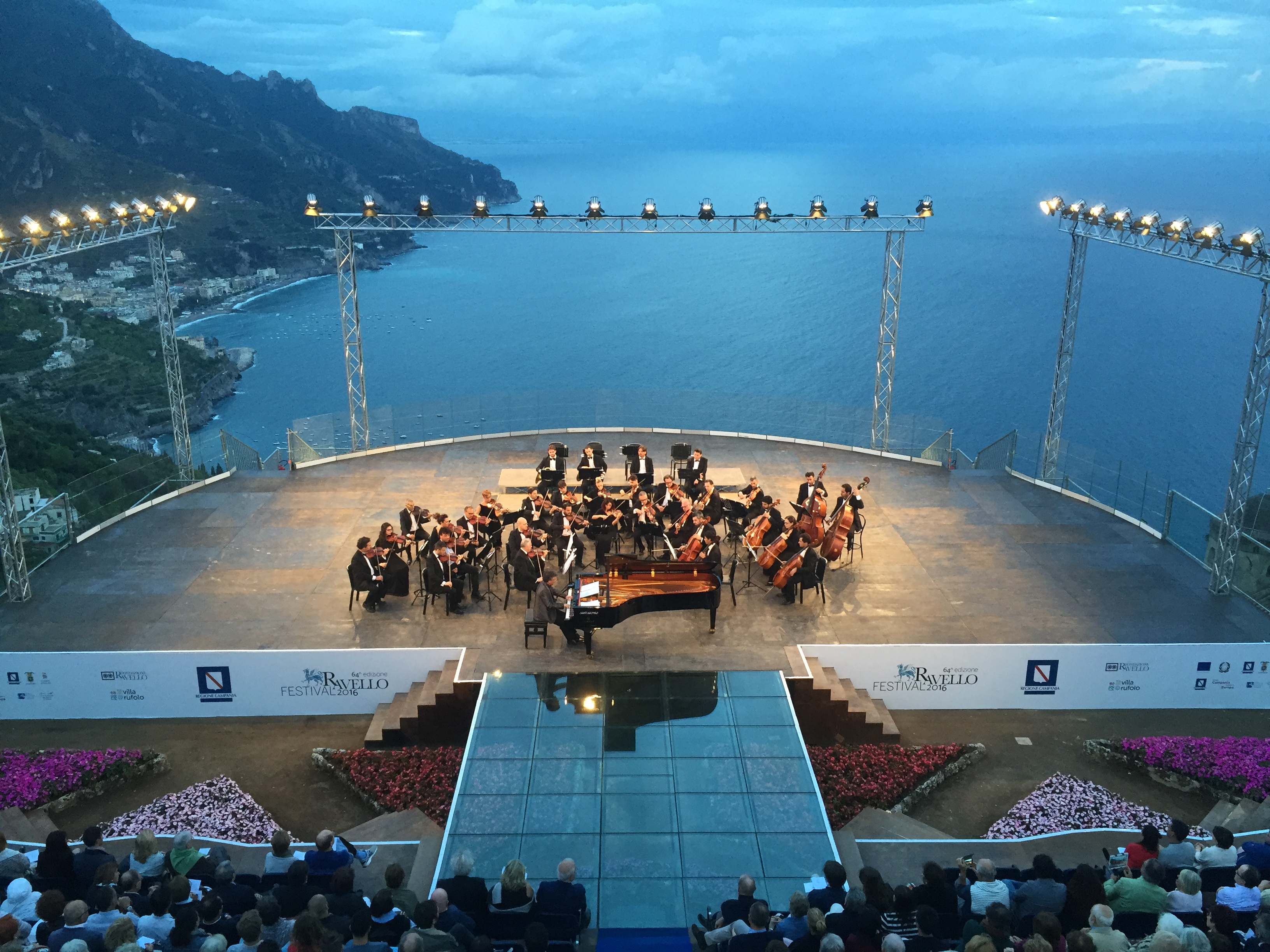
Un concert dans le cadre du festival musical de Ravello, tenu en juillet 2016.

- La ville de Ravello s'illustre surtout du Festival musical de Ravello en hommage à Richard Wagner. Chaque année, cet événement est tenu de mai à septembre. En 2000, une décision importante fut prise de construire un auditorium. Le projet fut confié à l'architecte brésilien Oscar Niemeyer avec un budget de 18 millions d'euros, dans l'optique de réaliser 400 places en plein air. Son architecture se caractérise de vaste voile de béton blanc, tendu sur une terrasse en contrebas de la villa Rufolo, qui fut inaugurée en 2010. L'œuvre, très futuriste, fut au début contestée, car elle fut bâtie sur un site protégé. Puis elle finit par s'imposer, notamment grâce à son acoustique[4].
- Historiquement, la ville était une destination très prisée par les artistes, les musiciens et les écrivains, comme Giovanni Boccaccio, Richard Wagner, Edvard Grieg, M. C. Escher,  Virginia Woolf, Paul Valéry, Greta Garbo, Winston Churchill, Graham Greene, Maurice Rostand, John Huston, André Gide,  Truman Capote, Jacqueline Kennedy, Gore Vidal, Federico Fellini, André Gide, Leonard Bernstein, Sara Teasdale ou plus récemment John Corigliano qui composa une œuvre orchestrale intitulée Campane di Ravello (1987).

## Monuments et patrimoine
- Villa Cimbrone
- Villa Rufolo, du nom de la famille qui l'a créée au XIIIe siècle et peut se vanter d'avoir autant de pièces qu'il y a de jours dans une année[5]. La bâtisse originale est une parfaite synthèse de l'architecture arabe, sicilienne et normande.
- Palais Confalone
- Auditorium Oscar Niemeyer

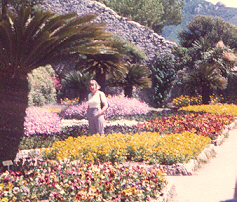
Les jardins de la Villa Rufolo.
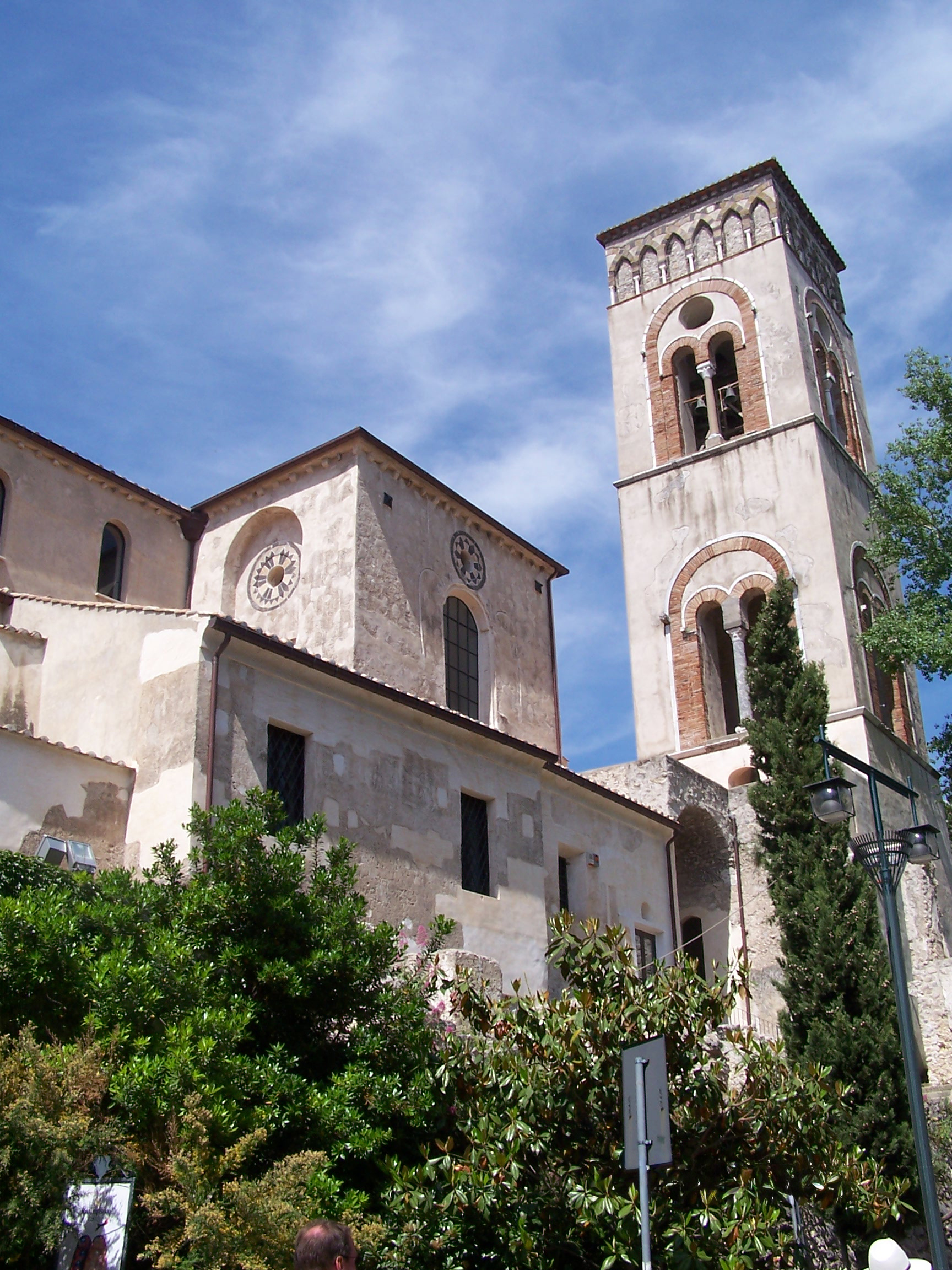
Villa Rufolo (le clocher).
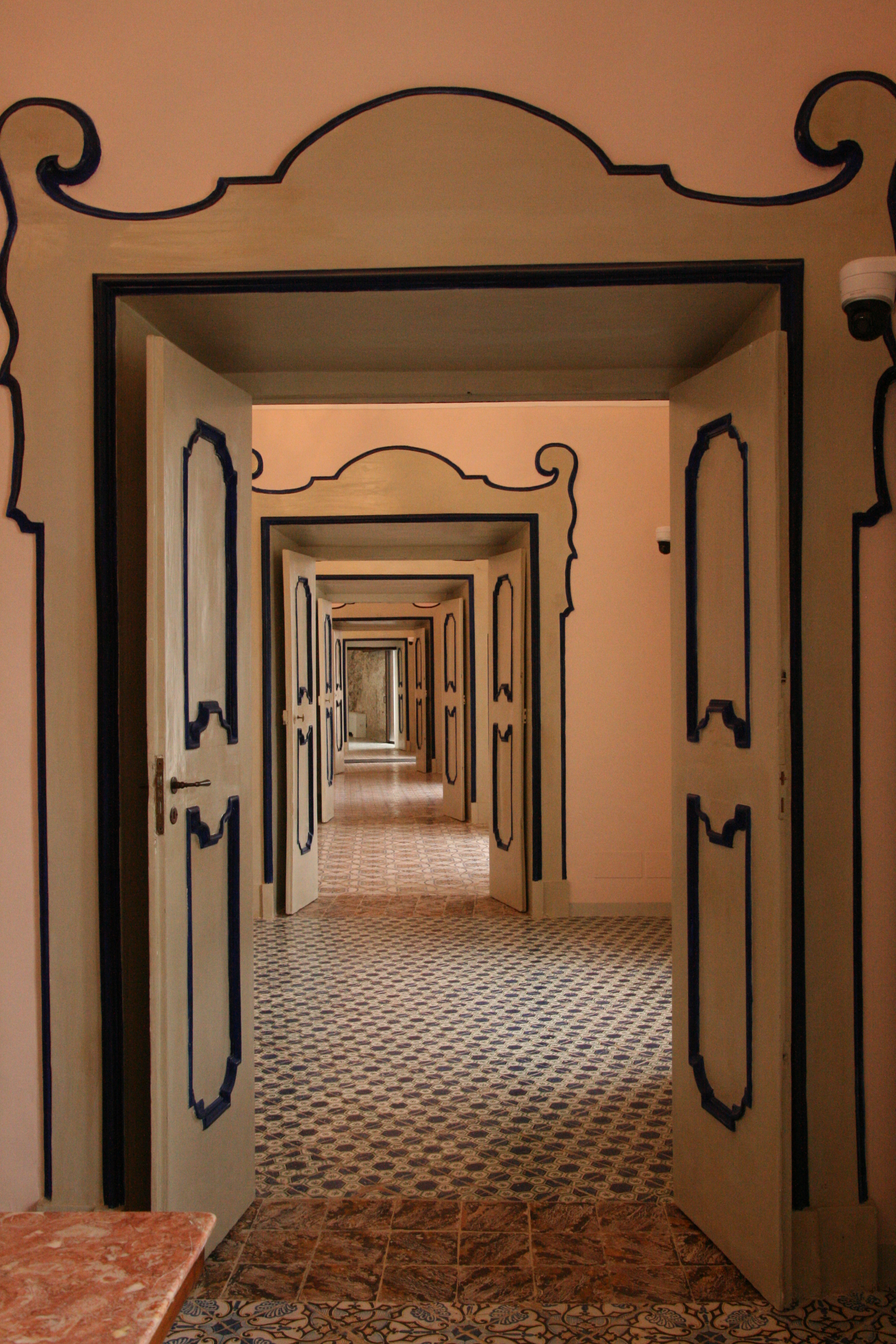
Intérieur de la Villa Rufolo.
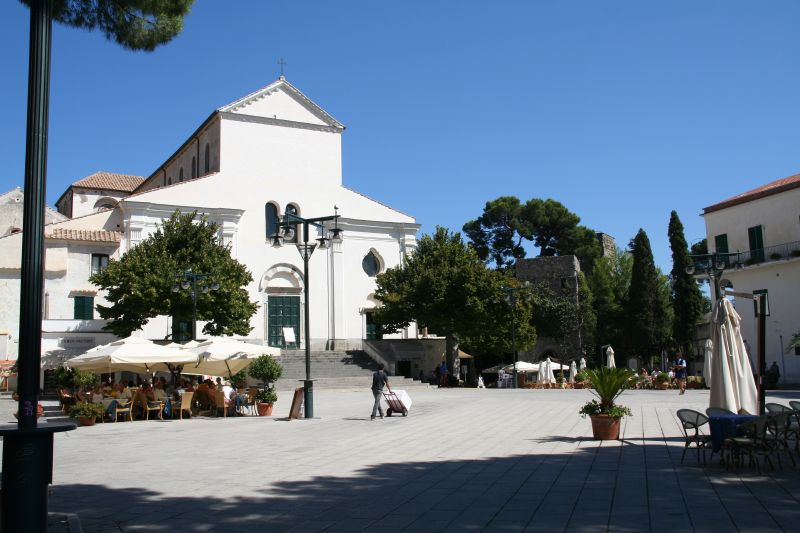
Le square Duomo.
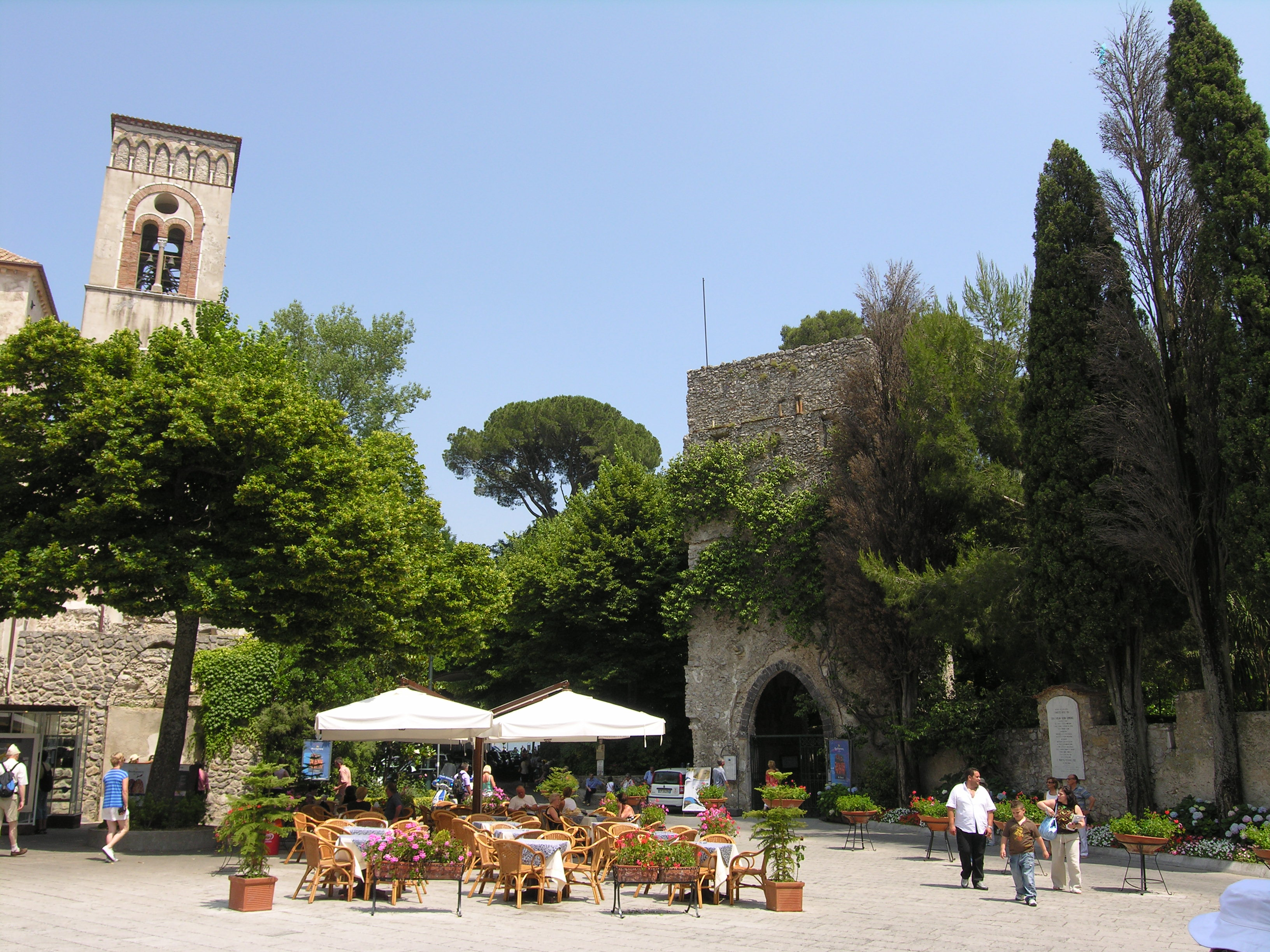
Le centre-ville.

## Événements

### Manifestations religieuses
- Fête de San Pantaleone (27 juillet)

### Hameaux
Sambuco, Torello, Castiglione, Marmorata, San Cosma, San Pietro alla Costa, Monte, Casa Bianca

### Communes limitrophes
Atrani, Gragnano, Lettere, Maiori, Minori, Scala, Tramonti

## Personnalités
- Bonaventure de Potenza
- Gore Vidal
- Richard Wagner et Cosima Wagner